# Alejandro Sáenz de San Pedro
Alejandro Sáenz de San Pedro Albarellos  (Burgos, 1894 – Paterna, 1939) fue un militar español que combatió en el Ejército de la República Española durante la guerra civil española.

## Biografía
Militar profesional, era de la promoción del militar Vicente Rojo, que pertenecía al arma de infantería. Destinado en África durante la guerra del Rif como capitán de Infantería de Regulares, Sáenz de San Pedro dirigió una compañía en Melilla desde enero de 1921 a agosto de 1924 y otra en Larache ( protectorado español de Marruecos) desde junio de 1927 a abril de 1930. Fue herido en dos ocasiones en operaciones de campaña en la zona de Tafersit y en la de Tifarnin. Como capitán de infantería obtuvo la medalla Militar de Marruecos en 1918, cuatro Cruces del Mérito Militar con distintivo rojo en 1916, 1923, 1926 y 1929, y dos medallas de Sufrimientos por la Patria en 1924 y 1926.
En julio de 1936, ostentaba el rango de capitán y estaba destinado en el Regimiento de infantería «Guadalajara» n.º 10, en Valencia. Tras el estallido de la guerra civil se mantuvo fiel al gobierno de la Segunda República, integrándose en el Ejército Popular de la República. Durante los últimos días de julio de 1936 fue enviado por el gobernador civil de Valencia a parlamentar con los oficiales sublevados para el mantenimiento de la legalidad en su regimiento. Estuvo al mando de la 14.ª Compañía del Cuerpo de Asalto con la que participó en operaciones cerca de Toledo.
Fue ascendido a Mayor el 23 de octubre de 1936 (con antigüedad de 19 de julio). En el verano de 1937 recibió el mando de la 225.ª Brigada Mixta, encargada de la defensa de costas, con la que combate durante la ofensiva de Aragón en la primavera de 1938. Posteriormente pasaría a mandar la 64.ª División (relevando a Martínez Catón), tomando parte en la campaña de Levante. A finales de 1938, ostentando el rango de teniente coronel, fue nombrado comandante del VIII Cuerpo de Ejército en el frente de Córdoba. Mantuvo el mando de la unidad hasta el final de la guerra cuando, con la defección de Casado, fue sustituido por el teniente coronel Antonio Bertomeu Bisquert.
Según el historiador Francisco Moreno Gómez, Sáenz de San Pedro era del partido Izquierda Republicana.
Capturado por los franquistas, fue juzgado en el Procedimiento Sumarísimo de Urgencia 17/V/39 y condenado a muerte por  ”delito de rebelión militar” (la lealtad a la legalidad republicana se convirtió en rebelión militar), sin imputársele ningún delito de sangre, el 9 de junio de 1939. Finalmente fue fusilado en Paterna el 17 de agosto de 1939, a la edad de 45 años.
Con fecha 13 de julio de 2009 se expidió, por el ministro de Justicia del Gobierno de España, una Declaración de Reparación y Reconocimiento personal a favor de Alejandro Sáenz de San Pedro, mediante la cual la Democracia española honra a quienes injustamente padecieron persecución o violencia durante la Guerra Civil y la Dictadura (Ley 52/2007, de 26 de diciembre, de Memoria Histórica).